# Trepalle
Trepalle is een plaats (frazione) in de Italiaanse gemeente Livigno.

Het is de hoogstgelegen plaats in Italië. 